# Servicetechniker
Servicetechniker ist in Deutschland eine ungeschützte Tätigkeitsbezeichnung – keine Berufsbezeichnung – für verschiedene Dienstleistungsberufe im technischen Bereich. In der Regel handelt es sich dabei um eine Außendiensttätigkeit und beinhaltet daher meistens die Anforderungen an Reisebereitschaft und einen gültigen Führerschein Klasse B (früher Klasse 3).
Eine gleichwertige Bezeichnung, welche dieselbe Tätigkeit beschreibt, ist zum Beispiel Kundendienstmonteur.
In seltenen Fällen werden Servicetechniker auch im Innendienst eingesetzt, zum Beispiel als telefonischer Kundenberater.

## Ausbildung
Servicetechniker ist in Deutschland kein anerkannter Ausbildungsberuf. Eine qualifizierte Weiterbildung zum staatlich geprüften Techniker, wie es die Bezeichnung Servicetechniker vermuten lässt, ist in fast allen Fällen nicht notwendig und wird vom Arbeitsmarkt kaum erwartet, ebenso wenig eine Weiterqualifikation zum anerkannten Meister.
Die einzige Ausnahme stellt der staatlich anerkannte Kfz-Servicetechniker dar, als Zwischenstufe auf dem Weg zum Kraftfahrzeugtechniker-Meister.
Das Ausbildungsniveau der als Servicetechniker eingesetzten Mitarbeiter reicht von einer einschlägigen Berufsausbildung im technischen Bereich (zum Beispiel mit einem Handwerkskammer-Gesellenabschluss oder einem IHK-Facharbeiterabschluss) bis hin zum Meister.
Schulungen und Fortbildungen können zu weiteren und höherwertigen Aufgaben befähigen, zum Beispiel im dualen Bereich ein Fachschulabschluss zum Staatl. gepr. Techniker. Dementsprechend groß ist die Nivellierungsbandbreite und Verdienstmöglichkeit.

## Tätigkeiten
- telefonische und Online-Beratungen und Kundensupport
- Instandhaltung und Montagen vor Ort
- Beratungen und Schulungen durchführen
- Kundenfragen und Probleme klären, sich Auskunft über die Lage beschaffen
- Fehler finden und analysieren sowie Berichte und Dokumentationen dazu ablegen
- bereits bestehende optimieren, verbessern oder erneuern
- Anbieten von Teleservice
- Beschaffung von notwendigen Werkstoffen und Werkzeugen (Materialwirtschaft)

## Voraussetzungen
Bei dem Umgang mit Kunden sind daher neben dem technischen Verständnis auch noch weitere emotionale Eigenschaften, wie das Zeigen von Verständnis, ein beratend helfendes, einfühlsames Handeln und Vermeiden von Schuldzuweisungen, notwendig. Zudem werden je nach Beruf ein handwerkliches Geschick, Sprachkenntnisse und Mobilität vorausgesetzt.